# Combretum vernicosum
Combretum vernicosum là một loài thực vật có hoa trong họ Trâm bầu. Loài này được Rusby mô tả khoa học đầu tiên năm 1927.